# Balanophyllia ponderosa
Balanophyllia ponderosa är en korallart som beskrevs av van der Horst 1926. Balanophyllia ponderosa ingår i släktet Balanophyllia och familjen Dendrophylliidae. Inga underarter finns listade i Catalogue of Life.